# اولکای تورهان
اولکای تورهان (انگلیسی: Olcay Turhan؛ زادهٔ ۳۰ ژانویهٔ ۱۹۸۸) بازیکن فوتبال اهل ترکیه است.
از باشگاه‌هایی که در آن بازی کرده‌است می‌توان به باشگاه فوتبال آدانااسپور، باشگاه فوتبال آرمینیا بیله‌فلد، و باشگاه فوتبال فورتونا دوسلدورف اشاره کرد.